# Тонин, Матей
Матей Тонин (словен. Matej Tonin; 30 июня 1983, Камник, СФРЮ) — словенский политический и государственный деятель, политолог, министр обороны Словении (2020–2022), спикер Государственного собрания Словении  (2018), председатель партии Новая Словения.
Изучал до 2007 года политологию на факультете социальных наук Люблянского университета.
В политике с 2001 года. Член партии «Новая Словения» (NSi), считался одним из видных партийных деятелей, которые помогли партии получить места на парламентских выборах Словении 2011 года. Избирался депутатом парламента на выборах 2014 и 2018 годов.
В январе 2018 года его предшественница Людмила Новак объявила о своей отставке с поста лидера партии, и её возглавил М. Тонин. 
В том же году стал председателем Государственного собрания Словении (с 22 июня по 23 августа 2018).
С 13 марта 2020 по 1 июня 2022 г. занимал пост министра обороны Словении. Одновременно работал вице-премьером страны.